# Eckerd Tennis Open 1986
L'Eckerd Tennis Open 1986 è stato un torneo di tennis giocato sul cemento. È stata la 14ª edizione del torneo, che fa parte del Virginia Slims World Championship Series 1986. Si è giocato a Tampa negli Stati Uniti, dal 15 al 21 settembre 1986.

## Campionesse

### Singolare
Lori McNeil ha battuto in finale  Zina Garrison con il punteggio di 2–6, 7–5, 6–2

### Doppio
Elise Burgin /  Rosalyn Fairbank hanno battuto in finale  Gigi Fernández /  Kim Sands con il punteggio di 7–5, 6–2